# وستربوتن

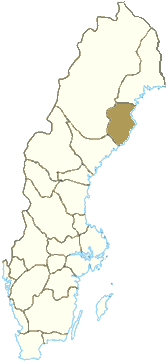
موقعیت وستربوتن در سوئد

وستربوتن (به انگلیسی: Västerbotten) یکی از استان‌های سوئد است که در شمال سوئد قرار دارد و با استان‌های انگرمانلاند، لاپلاند و خلیج بوتنی هم مرز است. دلیل نام‌گذاری این استان همین خلیج می باشد. این منطقه تا سال ۱۸۰۹ بخشی از خاک فنلاند بود و بعد از آن به صورت یکپارچه همراه با لاپلاند به سوئد اضافه شد.